# Волошино (Миллеровский район)
Воло́шино — слобода в Миллеровском районе Ростовской области. Административный центр Волошинского сельского поселения.

## География
Расположен недалеко от границы с Украиной.

### Улицы
| - пер. Базарный, - пер. Заливной, - пер. Лиманный, - пер. Мостовой, - пер. Почтовый, - пер. Речной, - пер. Степной, - пер. Украинский, | - ул. 8 Марта, - ул. Братьев Бутурлимовых, - ул. Буденного, - ул. Западная, - ул. Камышная, - ул. Кирова, - ул. Колхозная, | - ул. Красноармейская, - ул. Ленина, - ул. Максима Горького, - ул. Межевая, - ул. Октябрьская, - ул. Партизанская, - ул. Первомайская, | - ул. Пушкина, - ул. Садовая, - ул. Северная, - ул. Советская, - ул. Степная, - ул. Украинская, - ул. Химиков. |

## История
Слобода уже существовала в 1761 году и находилась в 70 верстах от окружной станицы Каменской. В 1819—1822 годах в селе Волошино-Карпова имелось 70 дворов, жителей — 524 мужского пола и 486 женского пола. Согласно статистическому описанию 1822—1832 годов, в слободе Волошинская значатся каменная церковь, деревянный господский дом, 138 крестьянских домов, водяная мельница.
Церковь Николая Чудотворца была построена в 1808 году на средства братьев — помещиков генерал-лейтенанта Иоакима Иоакимовича и полковника Иоанна Иоакимовича Карповых. Каменная, однопрестольная.
В 1934—1956 годах в составе Ростовской области существовал Волошинский район с центром в слободе Волошино.

## Население
| 2010 |
| ---- |
| 2512 |

### Известные люди
В слободе Волошино учился в средней школе Дмитрий Викторович Захарченко — полковник МВД, которому в 2017 году были предъявлены обвинения в коррупции и злоупотреблении полномочиями.